# Charles Kaki Ng
Pour l’article homonyme, voir Ng.
Charles Kaki Ng (chinois traditionnel: 伍家麒), né le 1er août 1984, est un pilote automobile de Hong Kong. Il réside actuellement à Rowland Heights, Californie.

## Biographie
Ng a participé à la Skip Barber Mazdaspeed MX-5 Challenge National Series 2008, signant deux victoires pour son entrée dans la catégorie, et se montrant dès le début aux avant-postes puisqu'il est déclaré "Rookie of the Race" lors du premier meeting. L'année suivante, il devient champion des Skip Barber Mazdaspeed MX-5 Challenge Western Series, recevant de même le titre de "Rookie of the Year". Il s'engage également dans le championnat d'Asie des voitures de tourisme, sans marquer de points.
Au cours de la saison 2010, Ng s'engage à temps plein dans le championnat d'Asie des voitures de tourisme au sein du G. Harry Racing Team. Régulier tout le long de la saison, il remporte le championnat.
C'est alors que Ng débute en championnat du monde des voitures de tourisme, lors de l'antépénultième meeting de l'édition 2011, se déroulant à Suzuka au sein du Liqui Moly Team Engstler (en) sur une BMW 320si. Il franchit néanmoins le drapeau à damier lors des deux courses, respectivement à la 14e et à la 19e position. Pour les deux derniers meetings, à Shanghai et Macao, il est au volant d'une BMW 320 TC de l'équipe Engstler Motorsport. Il marque le point de la 10e place lors de la deuxième course de Shanghai, finissant 22e au classement global du championnat. En 2012, il est engagé une nouvelle fois chez Liqui Moly Team Engstler sur une BMW 320 TC.
En dehors des voitures de tourisme, Ng concourt en Formula D, championnat professionnel de drift, terminant 2e au titre de "Rookie of the Year" et 17e global en 2010. Il a également fini 22e en 2011. Il conduit actuellement pour Evasive Motorsports.

## Carrière
- 2008-2009 : Skip Barber Mazda Challenge (champion en 2009)
- 2009-2010 : Championnat d'Asie des voitures de tourisme (champion en 2010)
- 2010-2012 : Formula D (17e en 2010, 22e en 2011)
- 2011 : Championnat du monde des voitures de tourisme (21e général, 14e Yokohama, 8e Jay-Ten)
- 2012 : Championnat du monde des voitures de tourisme (en cours)